# Бідзіля Андрош Яношевич
Бідзіля Андрош Яношевич (15 грудня 1942, Доробратово) — заслужений архітектор України, лауреат Державної премії України.

## Біографія
Андрош Яношевич Бідзіля народився 15 грудня 1942 року в селі Доробратово, що нині в Іршавському районі Закарпатської області.
Впродовж 1959—1961 років навчався в технікумі. Відслуживши в армії, 1966 року вступив до Львівського політехнічного інституту.
З 1971 року, по завершенні навчання, живе в Луцьку.
Із 40 років праці в Українському державному науково-дослідному інституті проектування міст «Діпромісто» впродовж 24 років був директором Волинської філії.
1989 року удостоєний звання заслуженого архітектора України.
Нагороджений орденом Володимира Великого, більш, як півсотнею дипломів і подяк центральних і місцевих органів влади.
Лауреат премії «Данилова корона». Восьмиразовий переможець загальнонаціональної програми «Людина року» в різних номінаціях. Лауреат двох державних премій — Державної премії СРСР (радянських профспілок) і Державної премії України.
Читає курси «Основи містобудування» й «Основи садово-паркового мистецтва» у Волинському національному університеті імені Лесі Українки.

#### Родина
У 1999 родилась онука Бідзіля Анна Андріївна. З 2016 року навчається у Польсько-Японській Академії, яка є найкращою на своєму курсі.

## Здійснені проекти
| Назва                                            | Рік встановлення | Розташування | Фото | Короткі відомості |
| Борцям за волю України, монумент-каплиця         | 2001             | перед будівлею Волинської обласної державної адміністрації та обласної ради на Київському майдані (композиційний центр) |      | Пам'ятник-каплицю Борцям за волю України було споруджено в ході облаштування цілісного ансамблю майдану на початку 2000-х рр. (роботи тривають і наприкінці цього десятиріччя). Над проектом працювала група архітекторів та конструкторів на чолі з Андрошем Бідзілею. |
| Грушевському Михайлові                           | 2002             | у центрі майдану Грушевського (перед кінотеатром «Промінь»)                                                             |      | Пам'ятник Першому президенту України, вченому-історикові та громадському діячеві М. С. Грушевському було урочисто відкрито 2002 року. Автори пам'ятника — місцеві скульптор Ярослав Скакун та архітектор Андрош Бідзіля. |
| Жертвам московсько-кадебістських катів, монумент | 2004             | на вулиці Кафедральній                                                                                                  |      | 23 червня 1941 року під мурами Луцької фортеці НКВС-івці розстріляли близько чотирьох тисяч патріотів України. Монумент на честь жертв розстрілів московсько-кадебістських катів було відкрито 2004 року. Автор — архітектор Андрош Бідзіля. Монумент установлено з ініціативи Обласної Асоціації волинських незалежних письменників ім. Павла Чубинського, коштом Луцької міськради й родини Ничипоруків (Канада). |
| Шевченкові Тарасу                                | 1995             | перед центральним корпусом Волинського національного університету на проспекті Волі                                     |      | Пам'ятник великому українському поету і мислителю Т. Г. Шевченку було урочисто відкрито в 181-у річницю дня народження великого українця — 9 березня 1995 року. Автори пам'ятника — скульптор Едгар Кунцевич та архітектори Олег Стукалов і Андрош Бідзіля. Монумент споруджено на пожертви громадян. |

## Ще не втілені проекти
- Собор Холмської Богоматері (Луцьк) — будується
- Реконструкція Луцького залізничного вокзалу